# Nyárfás

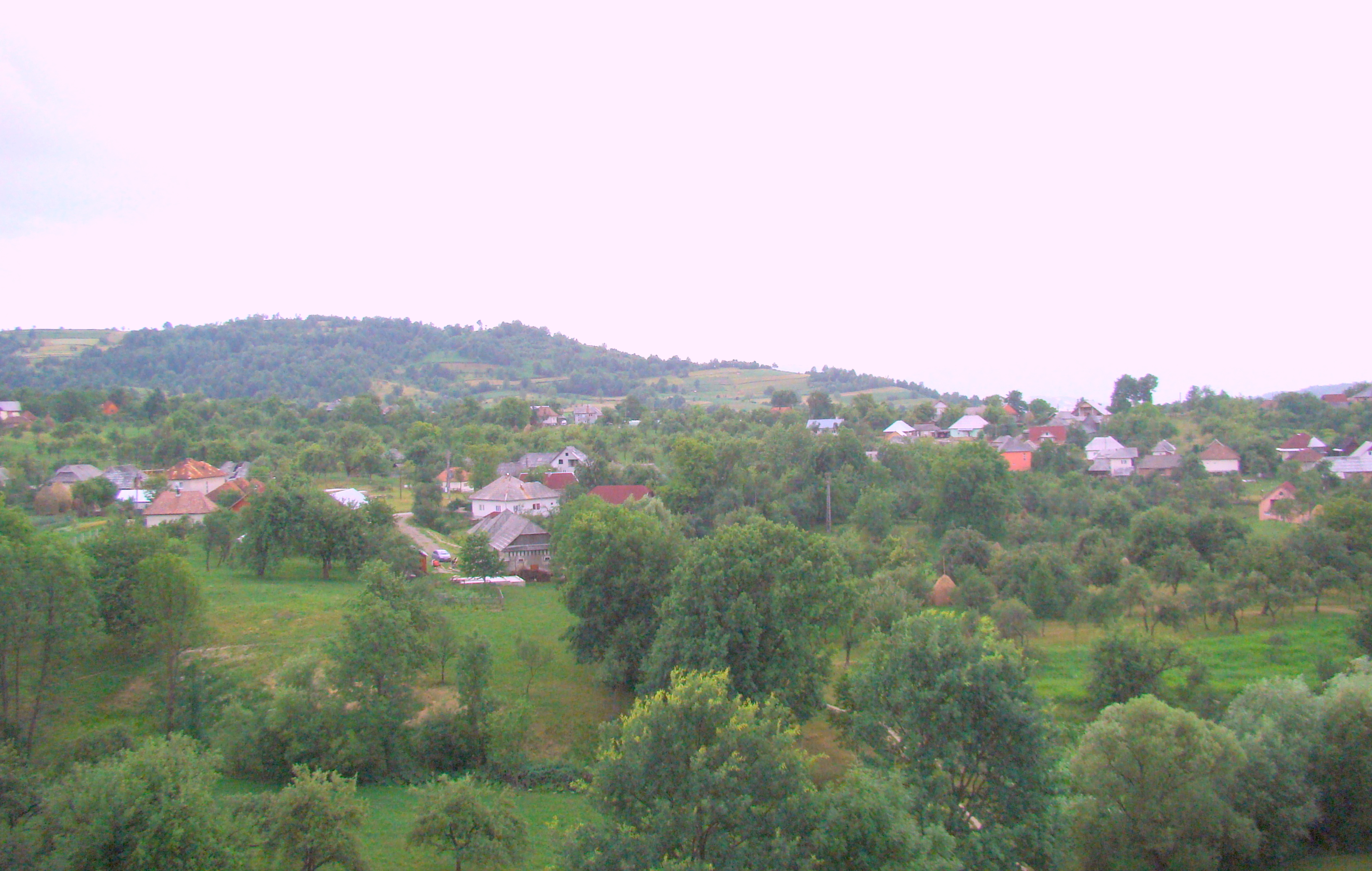

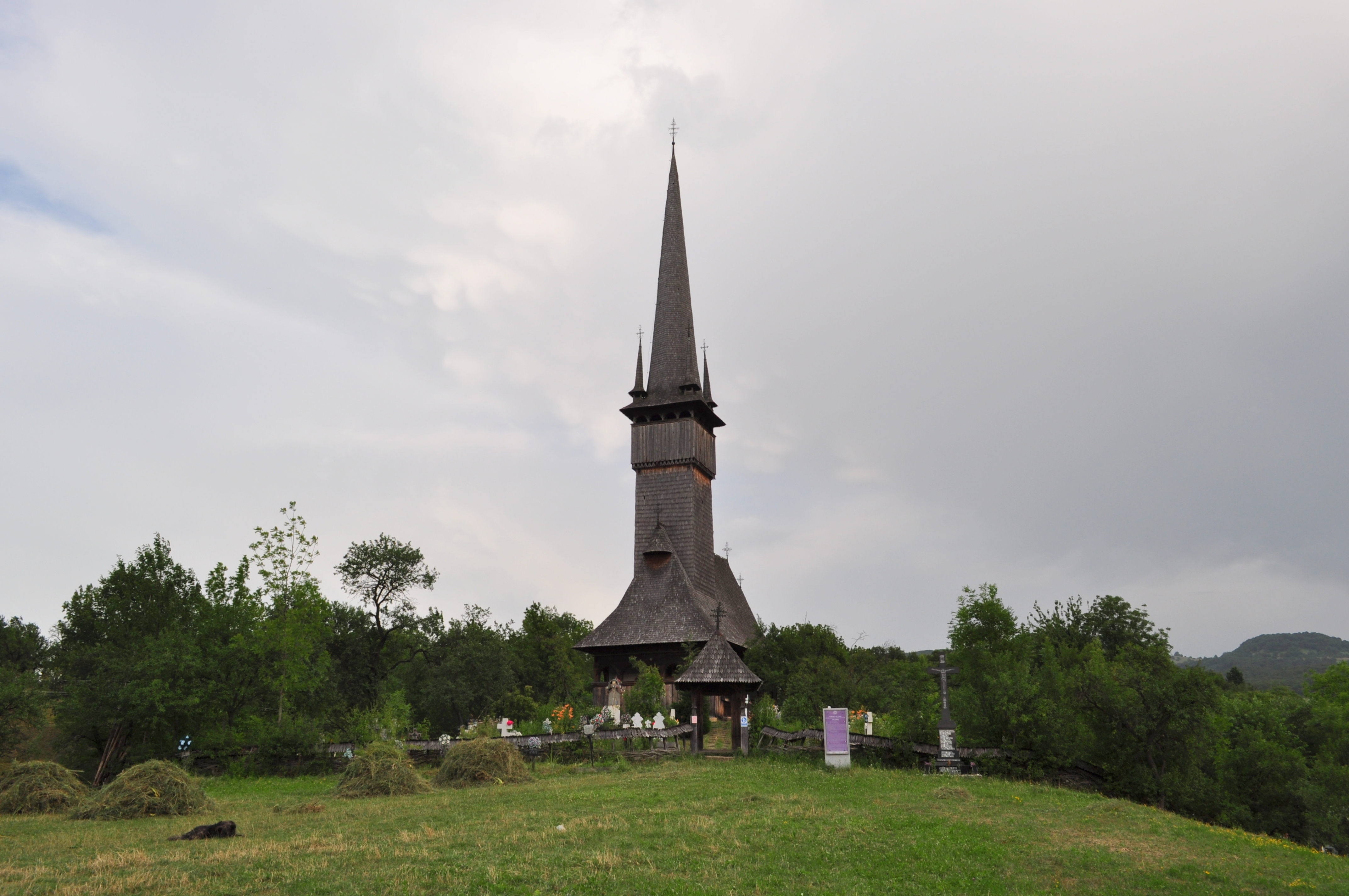

Nyárfás, 1890-ig Plopis (románul: Plopiș) falu Romániában, Erdélyben, Máramaros megyében.

## Nevének eredete
A Plopis név román eredetű, jelentése 'nyárfás'. Először 1583-ban említették. Ezt 1890-ben, Szolnok-Doboka vármegye rendeletére magyarosították.

## Fekvése
Nagybányától 20 km-re délkeletre, a Gutin-hegység déli lábánál, a Kapnik patak bal partján fekszik. Dióshalomtól a patak választja el.

## Népessége

### A népességszám változása
Lakossága az elmúlt másfél évszázadban lassan, de szinte folyamatosan emelkedett, leszámítva az 1890-es éveket, amikor sok lakója romániai és erdélyi városokba vándorolt.

### Etnikai és vallási megoszlás
- 1850-ben 272 lakosából 266 volt görögkatolikus román és hat zsidó.
- 2002-ben 522 lakosából 520 volt román nemzetiségű; 492 ortodox és 26 pünkösdi vallású.

## Története
1566 és 1583 között keletkezett a kővári váruradalomban, a helyi hagyomány szerint a Rus család elődei voltak első telepesei. 1876-ig, rövid megszakításokkal, Kővárvidékhez tartozott. 1602-ben a hadak járásában elpusztult, 1603-ban néptelenül állt. 1700-ban nyolc jobbágyot, hat zsellért és négy szegényt, 1720-ban 27 jobbágyot és nyolc zsellért írtak össze benne. 1702-ben Pap Illés birtoka volt, a következő évtizedekben a Pap család és rokonaik birtokolták. 1787-ben legtöbb birtokosa Kápolnokmonostoron lakott, de az éhínség miatt birtokrészeiket eladták az államkincstárnak. 1809–20-ban legnagyobb birtokosa a nagybányai bányaigazgatóság volt. Szűk és terméketlen határa nem tartotta el lakóit, akik többek között kőkeresztek, fa bútorok, szénvonók készítésével foglalkoztak és tüzifával kereskedtek. A legfőbb jövedelemkiegészítő idénymunkának azonban a fenőkövek előállítása bizonyult. Az első világháborút megelőző években a férfiak majdnem fele foglalkozott ezzel nyaranta. A megfelelő homokkődarabokat gyűjtötték, majd a patakban állva csiszolták. Egy ember naponta negyven-ötven fenőkövet készített el, amelyeket vásározva árusítottak. A plopisi fenőkövet jobb minőségűnek tartották, mint a környék másik fenőkőkészítő falva, Rogoz termékét. A falut 1876-ban Szolnok-Doboka vármegyéhez csatolták, majd 1940 és 1944 között Szatmár vármegyéhez tartozott.

## Látnivalók
- A Szent arkangyaloknak szentelt ortodox (eredetileg görögkatolikus) fatemploma 1796 és 1798 között épült, tölgyfa boronából. Tornya 47 méter magas. Építői a szomszédos Dióshalom templomát használták mintául. Belsejét a lacfalui Ștefan mester festette ki 1811-ben. Tornácát valószínűleg az 1901-es felújításkor építették hozzá. Egyike annak a nyolc építménynek, amelyek közösen kerültek a világörökség listájára Máramaros fatemplomai néven 1999-ben.